# Кузнецова Гора
Кузнецова Гора — деревня в Пашозёрском сельском поселении Тихвинского района Ленинградской области.

## История

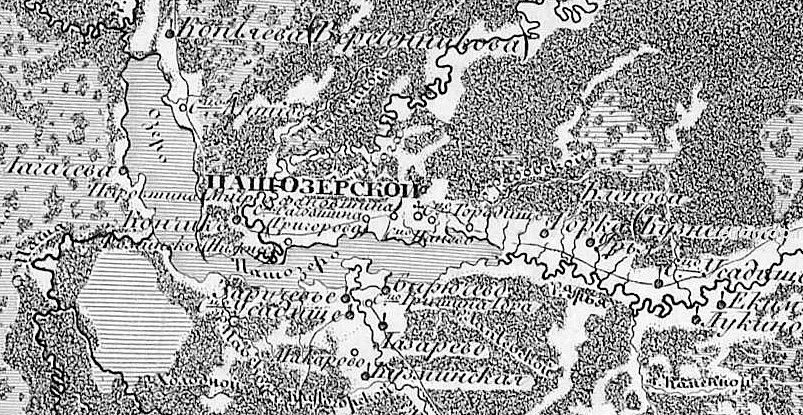
Деревня Кузнецова Гора на карте 1847 года

На семитопографической карте Новгородской губернии 1847 года она упоминается как деревня Горка (Кузнецова).

КУЗНЕЦОВА ГОРА — деревня Лукинского общества, прихода Пашеозерского погоста. 

Крестьянских дворов — 14. Строений — 46, в том числе жилых — 21. Водяная мельница.

Число жителей по семейным спискам 1879 г.: 30 м. п., 46 ж. п.; по приходским сведениям 1879 г.: 36 м. п., 50 ж. п.

В конце XIX — начале XX века деревня административно относилась к Лукинской волости 2-го земского участка 2-го стана Тихвинского уезда Новгородской губернии.

КУЗНЕЦОВА ГОРА — деревня Лукинского общества, дворов — 20, жилых домов — 25, число жителей: 49 м. п., 62 ж. п.
 
Занятия жителей — земледелие, лесные заработки. (1910 год)

С 1917 по 1918 год деревня входила в состав Лукинской волости Тихвинского уезда Новгородской губернии. 
С 1918 года в составе Череповецкой губернии.
С 1927 года в составе Лукинского сельсовета Капшинского района.
В 1928 году население деревни составляло 126 человек.
С 1930 года в составе Пашеозёрского сельсовета.
Согласно карте Ленинградской области Северо-западного аэрогеодезического треста ГГУ издания 1932 года деревня насчитывала 14 крестьянских дворов. В деревне находились две мукомольных водяных мельницы:
| Внешние изображения | Внешние изображения                       |
| ------------------- | ----------------------------------------- |
|                     | Деревня Кузнецова Гора на карте 1932 года |

По данным 1933 года деревня Кузнецова Гора входила в состав Пашозёрского сельсовета Капшинского района.
В 1958 году население деревни составляло 74 человека.
С 1963 года в составе Тихвинского района.
По данным 1966, 1973 и 1990 годов деревня Кузнецова Гора также входила в состав Пашозёрского сельсовета Тихвинского района.
В 1997 году в деревне Кузнецова Гора Пашозёрской волости проживали 11 человек, в 2002 году — 10 человек (все русские).
В 2007 году в деревне Кузнецова Гора Пашозёрского СП проживали 7 человек, в 2010 году — 5.

## География
Деревня расположена в северо-восточной части района близ автодороги 41К-887 (Кончик — Лукино).
Расстояние до административного центра поселения — 2 км.
Расстояние до ближайшей железнодорожной станции Тихвин — 103 км.
Деревня находится на правом берегу реки Урья.

## Демография
| 2007 | 2010 | 2017 |
| ---- | ---- | ---- |
| 7    | ↘5   | ↘3   |

### Национальный состав
Согласно данным Всероссийской переписи населения 2021 года в деревне проживали 5 человек, из них:
 русские — 3 человека, остальные национальность не указали.

## Улицы
Горская.